# Имало едно време на Изток (филм, 2011)
Вижте пояснителната страница за други значения на Имало едно време на Изток.
Имало едно време на Изток е български документален филм от 2011 година с игрални възстановки, създаден по книгите на Георги Стоев. Използван е телевизионен архив от „Нова телевизия“, БНТ и bTV, както и интервюта с видни български личности, като Палми Ранчев, Атанас Орачев, Румен Леонидов, Харалан Александров, Андрей Пантев и Георг Краев. Филмът разказва за така наречения Преход в България. Други свидетели и участници в силовите групировки разказват за създаването на ВИС и СИК, както и за жестокостта, която е била необходима да се оцелее в тези времена.
Филмът е бил избран във фестивала за документални филми на телевизия Ал-Джазира в Доха, Катар (Април, 2011), както и в българския фестивал „Златен ритон“, Пловдив.

## Сюжет
България в началото на 90-те години на XX век е България на надеждата. Стотици хиляди хора заливат неудържимо улиците и вярват, че слагат началото на ново, свободно и демократично общество. В следващите няколко години обаче реформите на новото управление превръщат амнистирани престъпници и бивши спортисти в улични бригади, рекетьори и охранителни фирми. С тези бригади съвременните строители на България приватизират държавата. Двадесет години по-късно един човек се изправя да разкаже тяхната и своята история. Самият той е бивш борец и спортист – Георги Стоев. Базиран на неговите книги, „Имало едно време на Изток“ пресъздава митологичната реалност на 90-те години в България. Към игралните сцени са добавени различни гледни точки на коментатори, като културолога проф. д-р Георг Краев, антрополога Харалан Александров, историка проф. д-р Андрей Пантев, както и лични приятели на Георги Стоев, сред които поетът Румен Леонидов и писателят Палми Ранчев. Историите от подземния свят са допълнително разработени и с архивни кадри и снимки, избрани от почти всички български национални телевизии и информационни агенции.

## Архив
Избрани части от интервютата на Георги Стоев с Венета Райкова в телевизионното предаване „Горещо“ водят разказвателната линия на този филм. Архива от повечето поръчкови убийства в България от края на 1990-те години илюстрира тежката криминална реалност на българския преход.

## Възстановки
Игрални възстановки пресъздават събития, срещи и случки описвани в книгите на Георги Стоев. С подходящо избрани артисти и статисти почти всички герои, описвани в книгите, присъстват в този филм. Тайни срещи на генерал Любен Гоцев и Младен Михалев – Маджо заемат трайна посока в сюжета. Израстването на Поли Пантев и Женята в йерархията на СИК, както и на самия Георги Стоев, водят разказа почти до края на филма.
Динамичните монтажни връзки между всички елемети, допълнително акцентирани чрез музиката на Васил Генев, изразяват агоналния сблъсък на Георги Стоев с полицията и прокуратурата, както и демитологизирането на няколко тайни, митични герои от книгите на Христо Калчев.

## Екип
След няколко несполучливи опита с няколко снимачни екипа, продукцията спира работа за неопределено време още през ранната есен на 2009 година. Не след дълго обаче продуцентът и режисьор Демир Янев намира Мартин Балкански (оператор) и Владо Калоянов (звук) и снимките започват наново. Наваксвайки всякакви възможни затрудения, включително финансови, климатични и други, филмът завършва успешно снимки още през ранната зима на 2009 година. С два допълнителни снимачни дни – един през март и един май 2010 година. Монтажът приключва август 2010 година.